# Monacrosporium rutgeriense
Monacrosporium rutgeriense är en svampart som beskrevs av R.C. Cooke & Pramer 1968. Monacrosporium rutgeriense ingår i släktet Monacrosporium och familjen vaxskålar.   Inga underarter finns listade i Catalogue of Life.